# Moucho (Arteijo)
Moucho es una aldea española, actualmente despoblada, que forma parte de la parroquia de Oseiro, del municipio de Arteijo, en la provincia de La Coruña.